# Ейский лиман
Е́йский лима́н — залив на северо-востоке Азовского моря, самый большой лиман на Северном Кавказе (площадь около 244 км²). Представляет собой отгороженное от моря Ейской и Глафировской песчаными косами устье реки Ея. Отделён от Таганрогского залива нешироким проходом. Хорошо защищён от ветров. Длина лимана около 24 км, ширина до 13 км, средние глубины составляют 0,6-1,5 м, увеличиваясь в западной части лимана до 3-3,5 м. Там же есть город Ейск, с Ейским морским портом — из него, в частности, в период навигации осуществляются пассажирские перевозки на остров Ейская коса.
У впадения реки Еи в Ейский лиман начиналась северо-восточная граница Кавказского края Российской империи.